# Kamiel De Bruyne
Kamiel De Bruyne (1992) is een Belgisch programmamaker, vooral bekend als bedenker van het tv-spelprogramma Sorry voor alles.

## Biografie
De Bruyne studeerde aan de filmschool RITCS en bedacht hier als afstudeeropdracht het format van het internationale succesprogramma Sorry voor alles (gebaseerd op de film The Truman Show).
Voordat Sorry voor alles werd opgepikt door de Vlaamse zender Eén, werkte De Bruyne als redacteur bij Ketnet.
De Bruyne won in 2017 een Emmy met Sorry voor alles in de categorie non-scripted entertainment. Hij maakt in 2018 deel uit van de jury van diezelfde categorie.
In september 2018 won Sorry voor alles de Rose D’or Voor beste Game Show. Intussen werden reeds een Nederlandseen Duitse versie van de show gemaakt.
In 2023 bedacht De Bruyne samen met televisiemaker Wannes Deleu het VTM-programma Wie zoekt die Wint. Van dit programma werd reeds een Waalse variant gemaakt.
In 2025 volgde Wonder boven wonder, een programma voor VRT 1, dat De Bruyne eveneens bedacht samen met Wannes Deleu. In dat programma gebruiken mentalisten Kurt Demey, Stefan Paridaen & Piet Kusters hun magische technieken om mensen op een onwaarschijnlijke manier te verrassen.

## Trivia
- De Bruyne tekent in zijn vrije tijd op wc-papier in de trein.[11]
- In 2019 bracht De Bruyne een boek uit bij uitgeverij Van Halewyck. Het boek met de titel "Fake It Till You Make It" is een humoristische handleiding naar ongezien succes voor ongehoorde luieriken.[12]
- In 2020 bracht De Bruyne een tweede boek uit. Het kinderboek "Er was misschien eens" bevat 20 geïllustreerde verhalen die "misschien echt gebeurd zijn, maar misschien ook niet".[13]
- In mei 2020 richtte De Bruyne de Nationale Vereniging voor Nutteloze Borden op, naar eigen zeggen uit verveling tijdens een coronalockdown. Hij besloot nutteloze, humoristische opschriften op te hangen in de publieke ruimte.[14] Hij kreeg hierbij hulp van circa 70 vrijwilligers. In enkele plaatsen is een wandelroute uitgezet langs de bordjes.[15]